# Augustyn Dyrda
Augustyn Dyrda (ur. 4 lipca 1926 w Wyrach, zm. 3 lutego 2023) − polski rzeźbiarz.

## Życiorys
Syn Wiktorii i Szczepana, kolejarza (zm. w 1928), urodził się w wyrskiej leśniczówce. Spędził dzieciństwo w Tychach. W 1939 roku zdał egzamin do pszczyńskiego Gimnazjum im. Bolesława Chrobrego. Od maja 1940 roku został zaciągnięty do gminnych prac interwencyjnych. Od 1942 roku pracował w Zakładach Büschla w Mikołowie, gdzie uczył się zawodu kotlarza, a następnie zawodu ślusarza konstrukcyjnego. Po podpisaniu przez matkę Volkslisty jako Niemiec został wcielony do Reichsarbeitsdienst. Został zaciągnięty do Wehrmachtu w 1944 roku, jego dywizję skierowano do Sergassi; od maja 1945 roku przebywał w Belgradzie w niewoli. 
1 września 1945 roku powrócił z wojny. Uczył się w bielskiej szkole malarstwa, rzeźby i grafiki m.in. u Edwarda Piwowarskiego i Jerzego Zitzmana. Studiował na krakowskiej Akademii Sztuk Pięknych w latach 1948–1954 (dyplom z wyróżnieniem), uczeń profesora Xawerego Dunikowskiego. Po studiach pracował dwa lata w Krakowie. Wziął ślub w 1951 roku. Był członkiem Polskiej Zjednoczonej Partii Robotniczej. Specjalizował się w dużych pomnikach, popiersiach i medalach. Mieszkał i pracował w Tychach-Paprocanach, żonaty z Mirosławą. W 1995 roku Piotr Jaworski zrealizował o nim krótkometrażowy film biograficzny pt. Na zlecenie. Zmarł 3 lutego 2023 roku.

## Twórczość
Stworzył wiele realizacji pomnikowych, zajmował się także rzeźbami plenerowymi, portretami, tablicami pamiątkowymi, medalami i małymi formami rzeźbiarskimi. Wykonał ponad sto rzeźb.
Wybrane dzieła:
- figura Grzegorza Fitelberga – praca dyplomowa[3], około 1954
- trzy rzeźby sakralne (z Jerzym Potępą), 1954[3]
- płaskorzeźby (muzykujący górnik i tańcząca dziewczyna) na budynku domu kultury Osiedla A, Tychy[9], lata 50. XX wieku
- figura Józefa Stalina, Skawina, przed Hutą Aluminium, 1954, usunięta około 1956[3]
- rzeźba plenerowa Chłopcy z gęsią, Tychy, 1956[3], odsłonięta wiosną 1957[10][1], Osiedle B[3] (wraz z Tadeuszem Głodem[11])
- pomnik Powstańca Śląskiego, Tychy, 1958[1][3] (przeniesiony z cokołu na Placu Wolności pod siedzibę Muzeum Miejskiego jako rzeźba plenerowa[12])
- grupa rzeźbiarska Niedźwiadki[1], Tychy, Park Niedźwiadków, 1962[13]
- rzeźba plenerowa Zakochani I, Chorzów, Park Śląski, 1963[14]
- rzeźba plenerowa Zakochani II, Chorzów, Park Śląski, 1965[14]
- rzeźba plenerowa W objęciu, Chorzów, Park Śląski, 1968[14]
- rzeźba plenerowa Dyskobol, Będzin, 1968[4]
- pomnik Bohaterów Armii Sowieckiej na cmentarzu żołnierzy radzieckich, Bielsko-Biała, 1968 (projekt Ryszard Sroczyński)
- pomnik Postacie z Międzynarodówką na ustach, pod czerwonym sztandarem, Dąbrowa Górnicza, odsłonięty 8 listopada 1970 roku[15]
- rzeźba plenerowa Kobieta z gitarą, Bytom, plac Karin Stanek[16]
- rzeźba plenerowa Pierwszy krok, Jastrzębie-Zdrój, ul. Łowicka (pierwotnie na Osiedlu Pionierów)[17]
- pomnik Tadeusza Kościuszki, Dąbrowa Górnicza, 1972[18]
- pomnik Walki i Pracy (tzw. Żyrafa[6][19]), Tychy, 1975[1] (wraz z Emilianem Piaseckim[20])
- rzeźba grupowa Tańczące Eurydyki greckie, Kalisz, Park Miejski[21], 1976
- pomnik-popiersie Feliksa Dzierżyńskiego, Dąbrowa Górnicza, ul. Jana III Sobieskiego, naprzeciwko Huty Bankowej, odsłonięty 11 września 1977 roku, usunięty jesienią 1990 roku[15]
- rzeźba Uskrzydlona dziewczyna w tiulu, Park Kultury, Katowice, 1979[potrzebny przypis]
- pomnik ks. dra Jana Dzierżona, Kluczbork, 1981[22]
- pomnik Arki Bożka, Racibórz, 1980
- rzeźba plenerowa Karolinka, Tychy, 1984[1] (przeniesiona w 2014 roku na teren w pobliżu szkoły podstawowej nr 37 w Tychach[23])
- popiersie Jerzego Ziętka, Katowice, Gmach Sejmu Śląskiego, 1987[24]
- pomnik Konstantego Rokossowskiego, Legnica, Plac Przyjaźni Polsko-Radzieckiej (ob. Plac Orląt Lwowskich), odsłonięty 4 listopada 1987 roku, usunięty 20 października 1992 roku, wrócił do Legnicy w 2019 roku[25], gdzie jest prezentowany na wystawie plenerowej „Cień gwiazdy. Relikty legnickich pomników PRL-u” przy cmentarzu poległych żołnierzy Armii Czerwonej[26]; w 2020 roku pomnik został skradziony i porzucony bez głowy na polach[27]
- pomnik-popiersie Iwana Koniewa, Dąbrowa Górnicza, dziedziniec Technicznych, ul. Stanisława Łańcuckiego (obecnie ul. Emilii Zawidzkiej[28]) Zakładów Naukowych, odsłonięty 26 stycznia 1989 roku, usunięty jesienią 1990 roku[15]
- pomnik św. Jana Bosko, Oświęcim, 1998
- pomnik Friedricha Wilhelma von Redena, Chorzów, 2002 (rekonstrukcja)
- statuetka „Górnośląskiego Tacyta”[6]
- pomnik Augusta Kissa, Tychy-Paprocany, ul. Władysława Sikorskiego[29], 2003
- popiersie Stefana Roweckiego[6], Tychy, przy siedzibie WKU, odsłonięte 19 września 2003 roku[30]
- rzeźba Stary Alojz[1], Tychy, odsłonięta 11 maja 2007, brąz[31]
- rekonstrukcja przedwojennego pomnika Powstańca Śląskiego, Tychy, 2007[1]
- pomniejszone repliki rzeźb Marcina Rożka: popiersi Karola Miarki, Pawła Stalmacha i Juliusza Ligonia, Katowice, Gmach Sejmu Śląskiego[32]

## Galeria

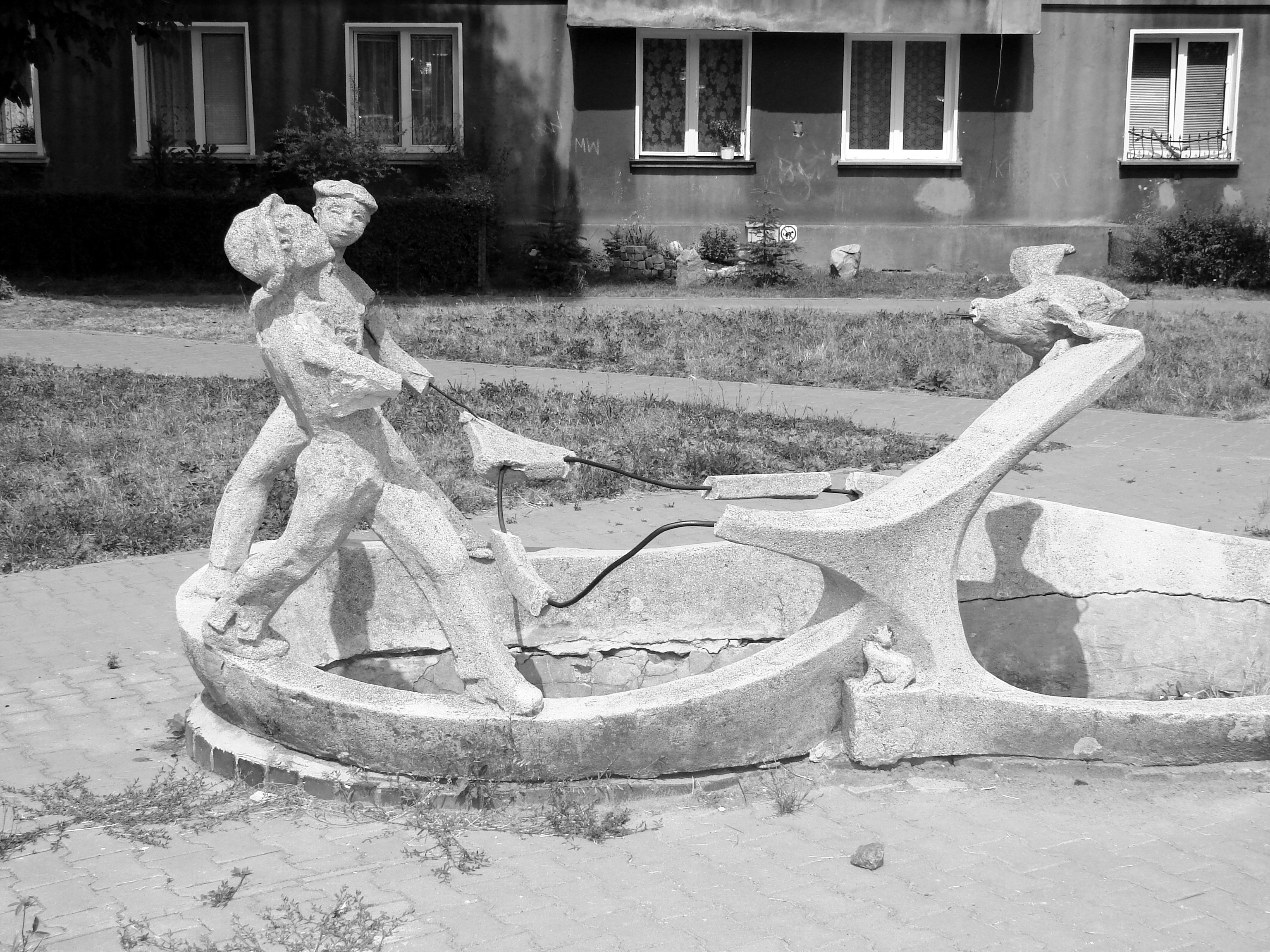
Chłopcy z gęsią, Tychy (1957)
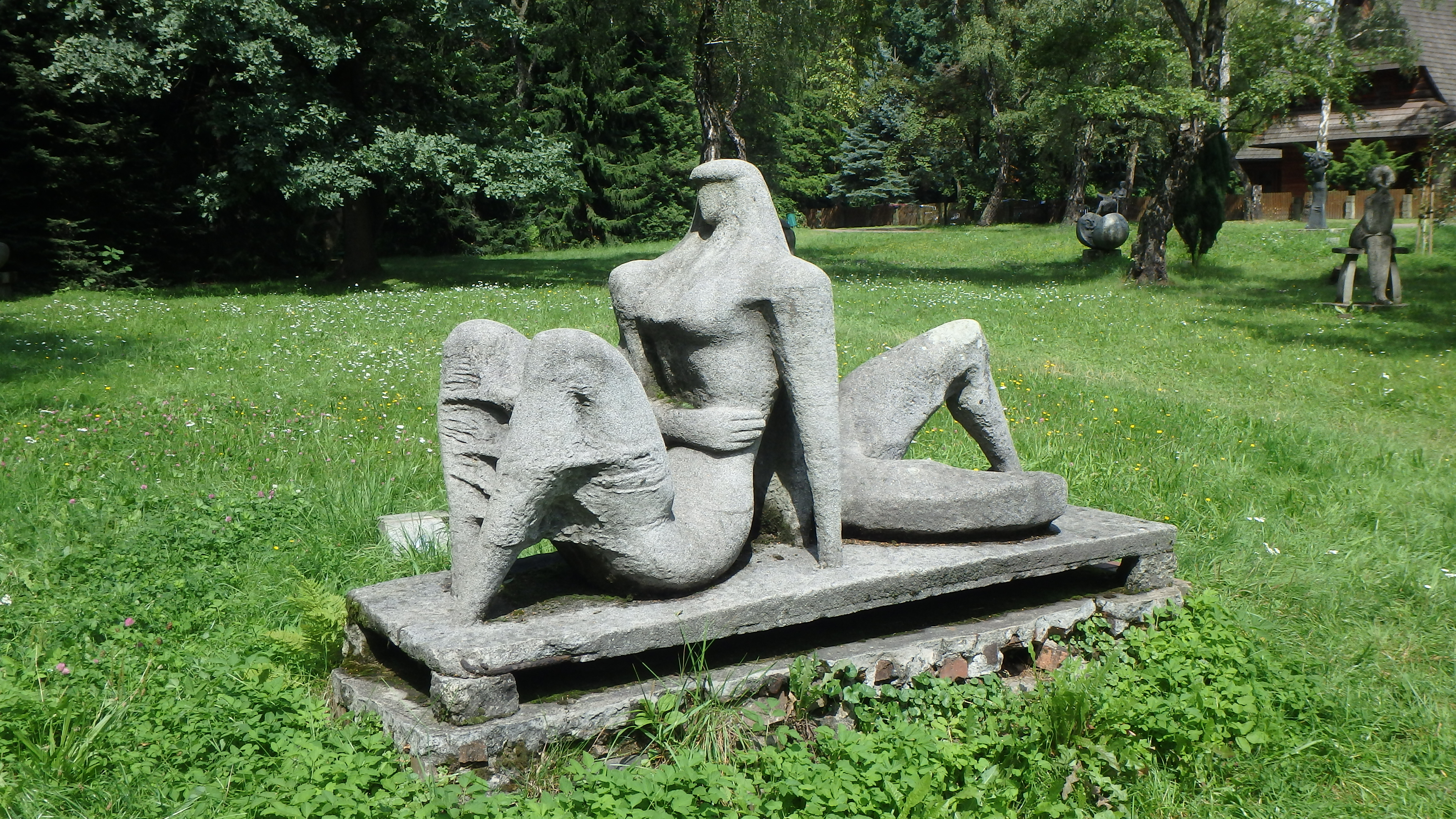
Zakochani II, Chorzów (1965)
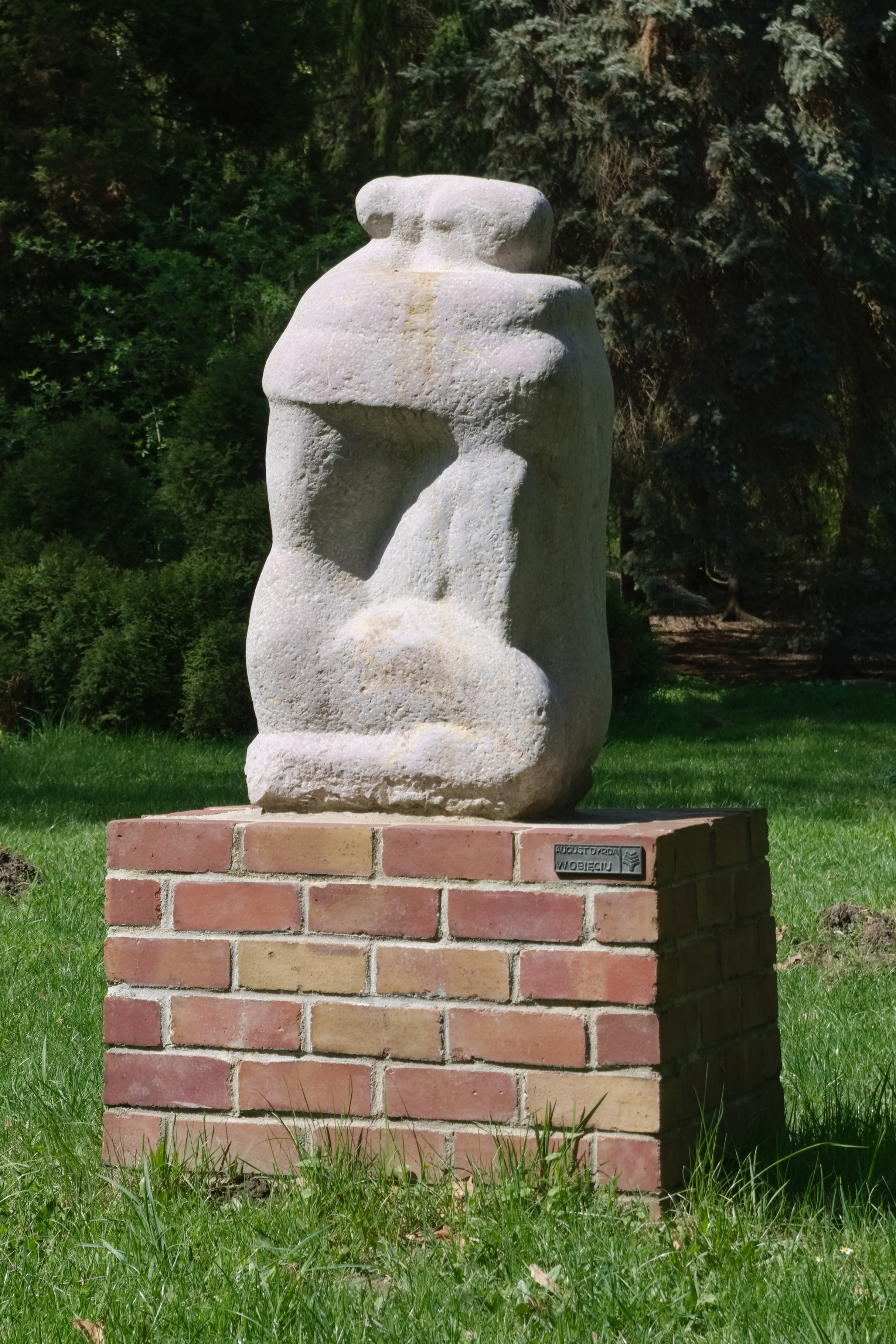
W objęciu, Chorzów (1968)
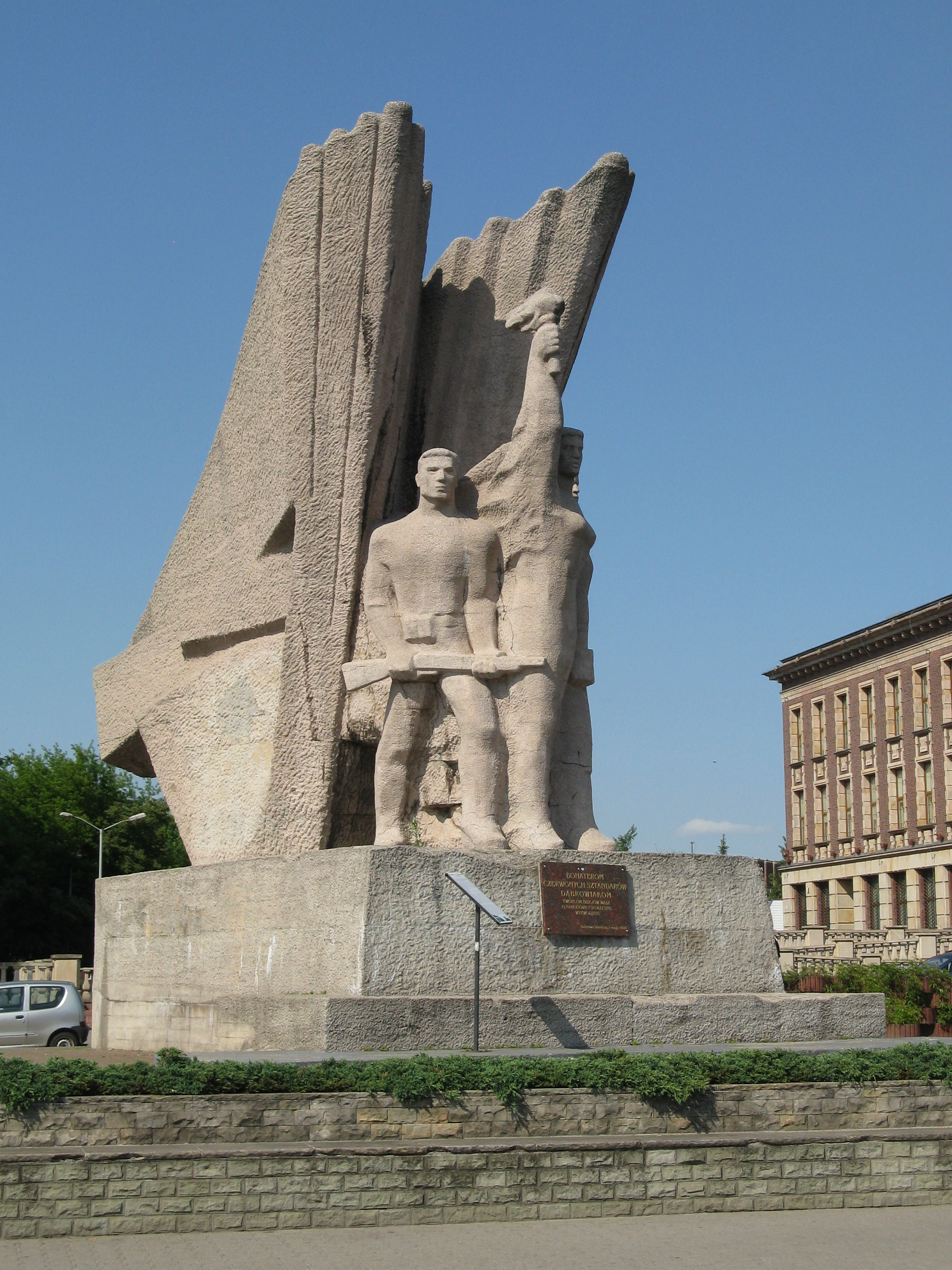
Postacie z Międzynarodówką na ustach, pod czerwonym sztandarem, Dąbrowa Górnicza (1970)
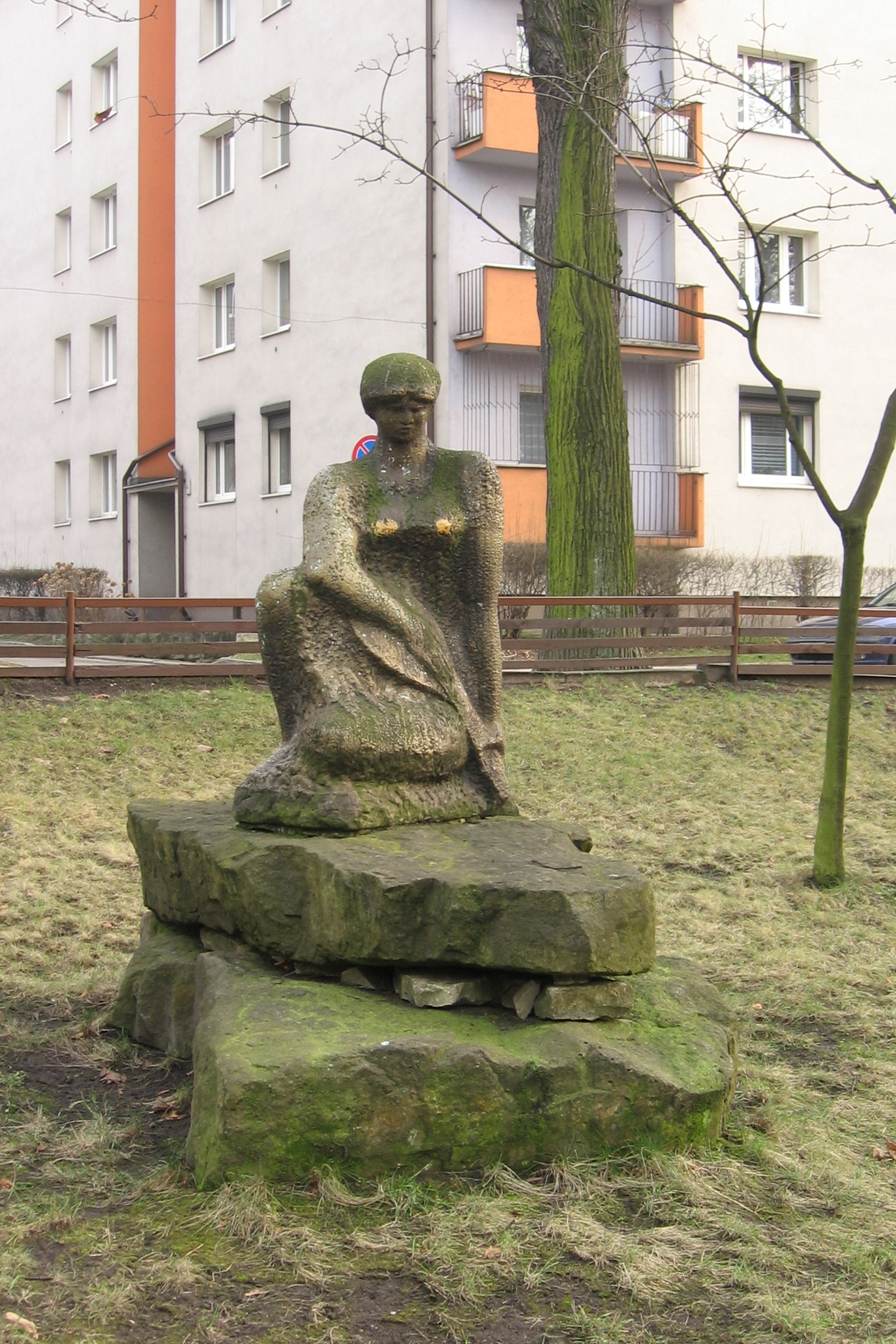
Kobieta z gitarą, Bytom (lata 70. XX wieku)
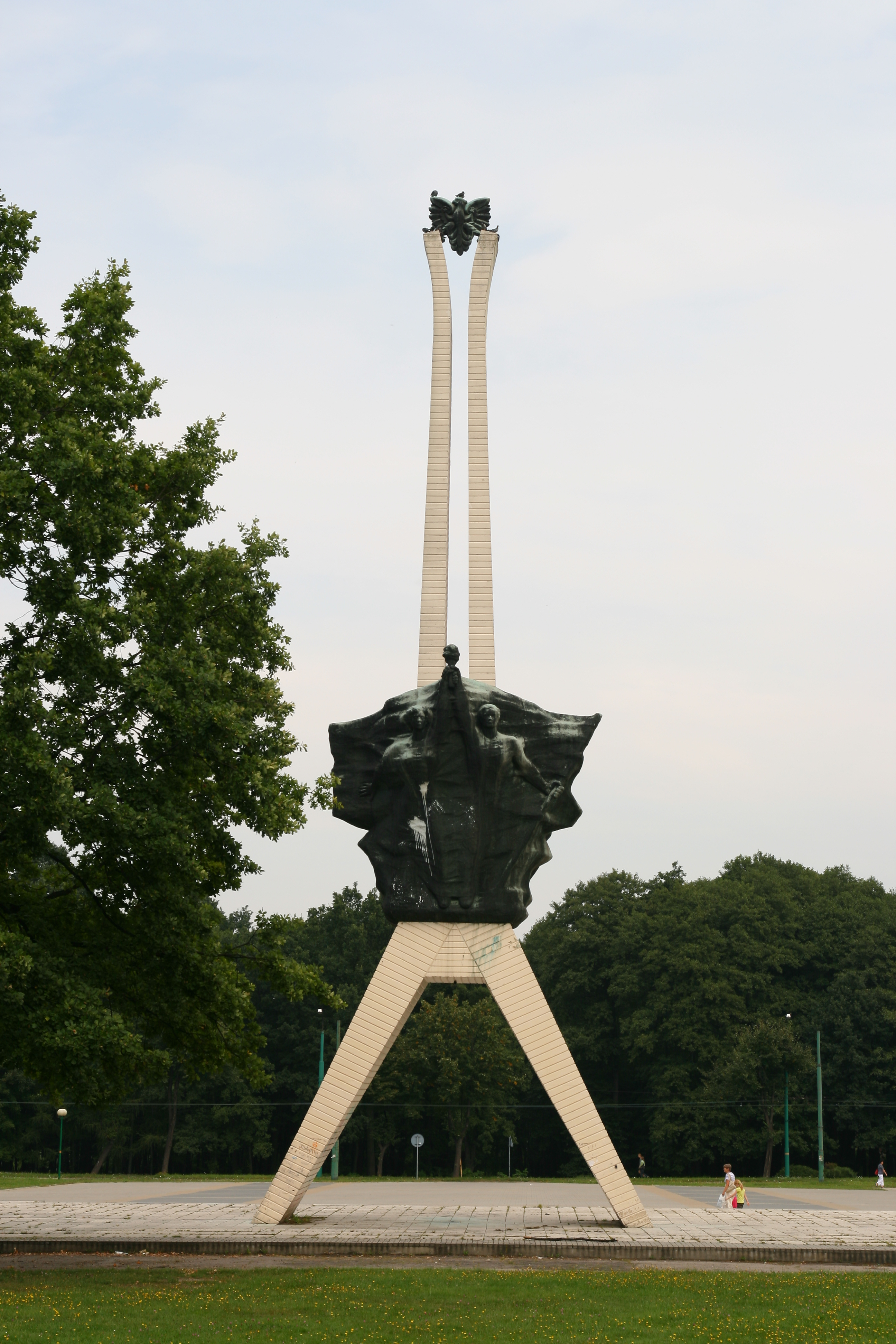
Pomnik Walki i Pracy, Tychy (1975)
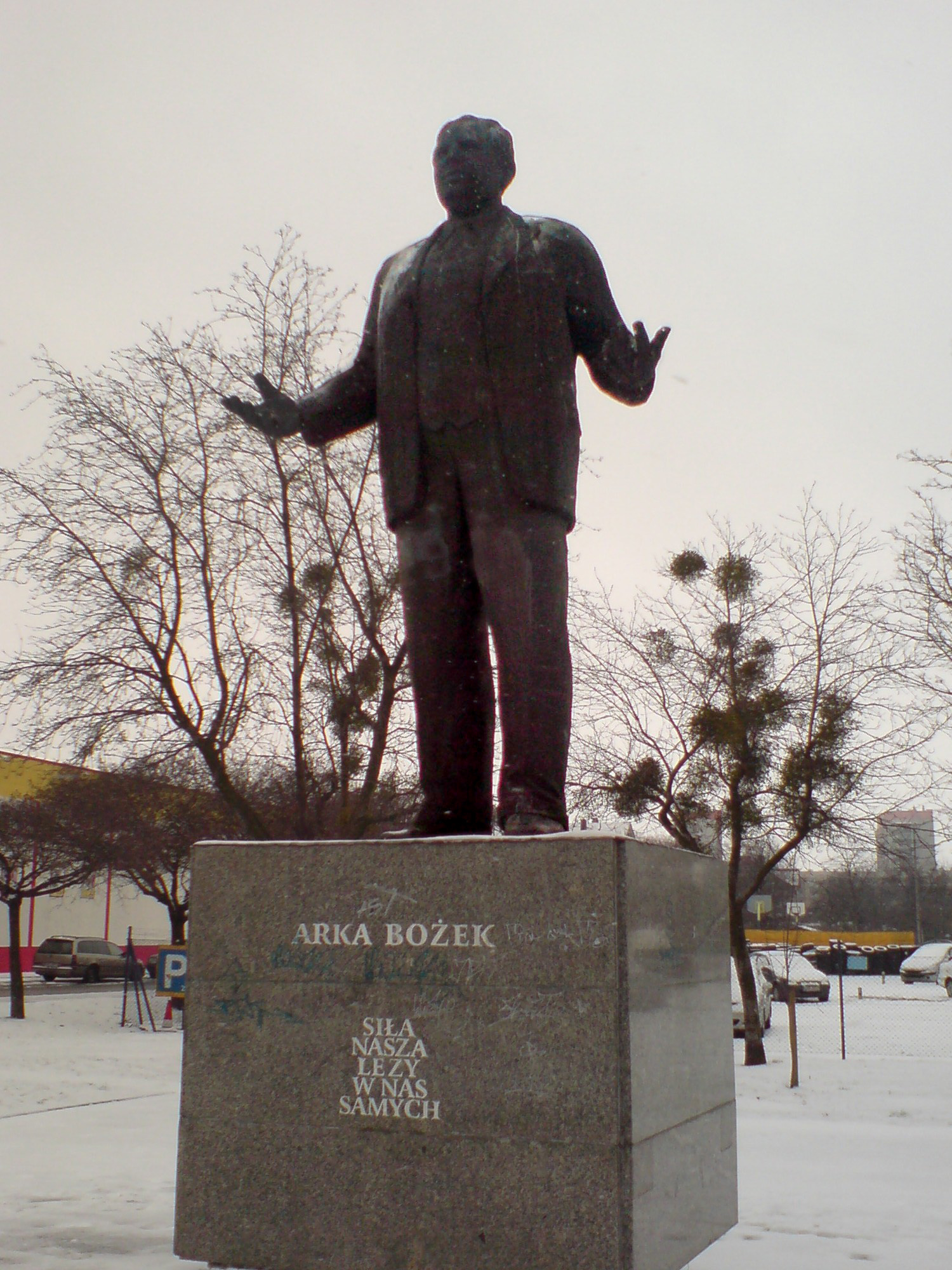
Pomnik Arki Bożka w Raciborzu (1980)
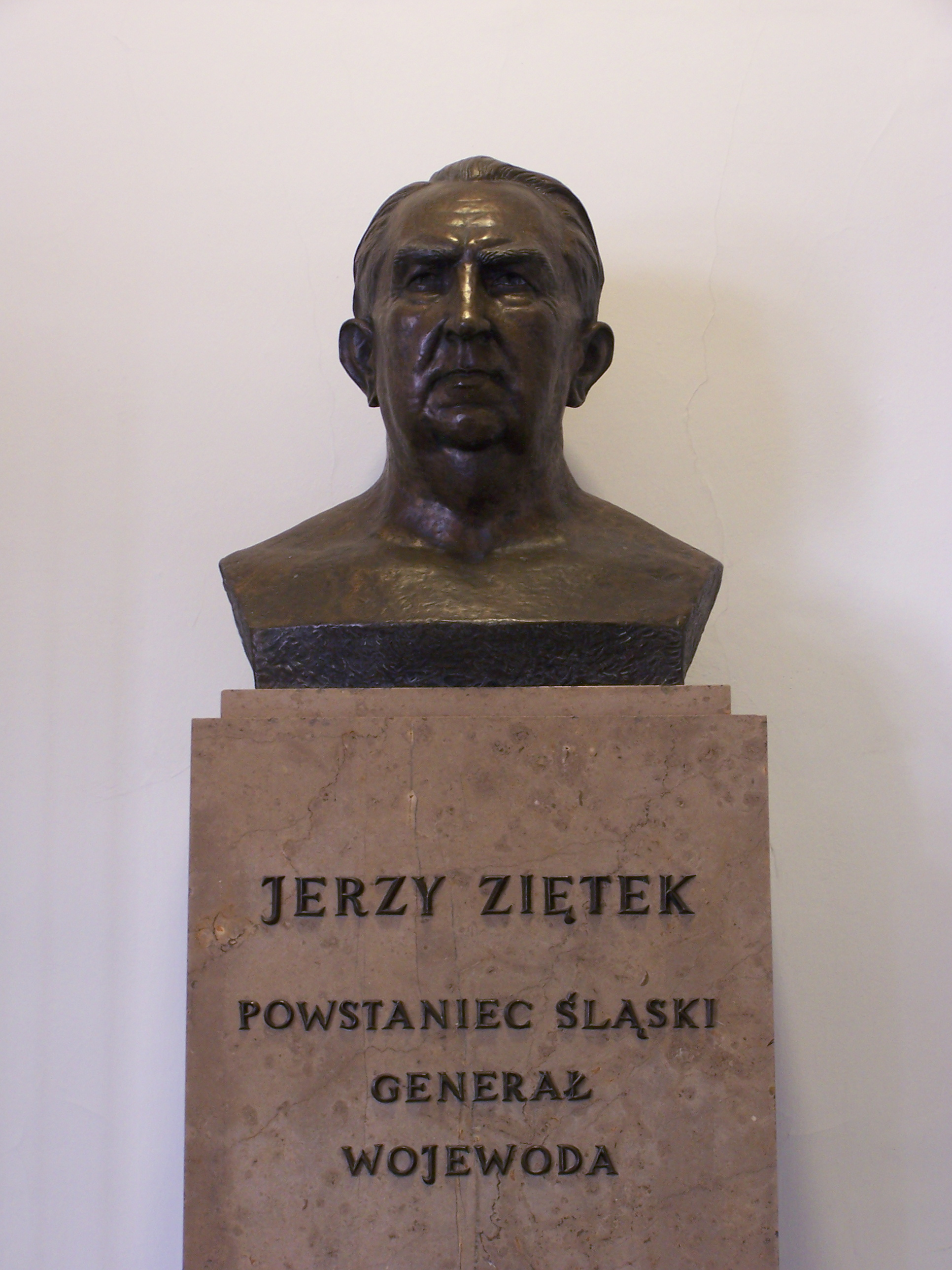
Popiersie Jerzego Ziętka (1987)